# Marie Delattre
Marie Delattre (Arras, Pas-de-Calais, 4 de março de 1981) é uma canoísta de velocidade francesa na modalidade de canoagem.

## Carreira
Foi vencedora da medalha de bronze em K-2 500 m em Pequim 2008, junto com a sua colega de equipa Anne-Laure Viard.